# Lispocephala sichuanensis
Lispocephala sichuanensis är en tvåvingeart som beskrevs av Xue och Zhang 2006. Lispocephala sichuanensis ingår i släktet Lispocephala och familjen husflugor. Inga underarter finns listade i Catalogue of Life.